# Luis de Galinsoga
Luis Martínez de Galinsoga y de la Serna, conocido como Luis de Galinsoga, (Cartagena, 1891 - Madrid, 20 de febrero de 1967) fue un periodista y político español que ocupó la dirección de La Vanguardia Española de Barcelona durante veinte años por designación del gobierno franquista. Se hizo célebre por protagonizar el denominado «caso Galinsoga».

## Biografía
A los 19 años empezó a colaborar en la revista Luz y Taquígrafos de Bilbao y en 1912 pasó a dirigir el semanario España, órgano de las Juventudes Conservadoras. Su carrera periodística profesional se inició en 1916 en el diario La Nación. Luego estuvo en otros dos medios conservadores El Mentidero y La Acción.
En 1922 pasó trabajar en el diario monárquico ABC, llegando a ser redactor jefe. Fue candidato del partido alfonsino antirrepublicano Renovación Española en las listas de la candidatura de derechas en la ciudad de Madrid en las elecciones de febrero de 1936, sin conseguir representación, al estar entre los candidatos menos votados de la candidatura de derechas. El 5 de marzo de 1936 sucedió a Juan Ignacio Luca de Tena como director de ABC, permaneciendo en el puesto hasta el 20 de julio, fecha en la que el diario es incautado por el Gobierno de la República. Se refugió en las embajadas de Rumanía y Polonia (en la Legación Polaca).
El 24 de febrero de 1937 logró llegar a la zona franquista y se hizo cargo del ABC de Sevilla, permaneciendo en el puesto hasta el 1 de mayo de 1939, cuando fue nombrado director de La Vanguardia. Al entrar las tropas franquistas en Barcelona y recuperar la familia Godó el control del periódico, el gobierno de Franco puso dos condiciones para permitir la publicación del diario: que pasase a llamarse La Vanguardia Española y que aceptase que el gobierno nombrase al director. Ramón Serrano Súñer nombró a Martínez de Galinsoga el cual «procuró por encima de todo castellanizar la publicación, evitando el peligro de parecer regionalista».
Desde diciembre de 1937 había presidido el Tribunal de admisión y permanencia en la Asociación de la Prensa, el organismo depurador de la profesión periodística.
Permaneció en el cargo de director de La Vanguardia Española hasta el 5 de febrero de 1960, cuando fue destituido por el gobierno del general Franco para poner fin al problema originado cuando profirió la frase «Todos los catalanes son una mierda» tras asistir a una misa en la que la homilía se impartió en catalán. 
Fue procurador en Cortes en dos periodos: 1946-1952 y 1955-1964, por designación del Jefe del Estado.
Cuando falleció era delegado especial del gobierno en el Consorcio de la Zona Franca de Barcelona. Estaba viudo y no tenía hijos.
Junto con el primo del dictador, Francisco Franco Salgado, escribió Centinela de Occidente, una hagiografía de Franco, por el cual recibió un premio nacional. 